# アイスジャイアント (競走馬)
アイスジャイアント（欧字名:Ice Giant、2019年5月1日 - ）は、日本の競走馬。2021年のJBC2歳優駿の勝ち馬である。
馬名の意味は、天王星型惑星。

## 戦績

### 2歳（2021年）
9月12日、中京の2歳新馬（ダート1800m）に1番人気でデビュー。道中2番手でレースを進めると、最後の直線でヘラルドバローズとの競り合いを3/4馬身差で制し初勝利を挙げる。なお、前日に出た2歳コースレコードと同じという好タイムをマークしての勝利であった。
11月3日、門別のJBC2歳優駿では中団のやや後ろを追走し、直線で鋭く脚を伸ばすと最後はナッジに1馬身半差をつけ2連勝で重賞初制覇を果たした。
12月15日、川崎で行われた全日本2歳優駿は9着に終わった。22日になって右前脚の骨折が判明し、全治3ヶ月の診断となり休養に入った。

### 3歳（2022年）
5月4日、3歳初戦として園田競馬場で行われたJpnII兵庫チャンピオンシップに出走。5番人気に推されたが、最下位の12着に大敗した。続くJpnIのジャパンダートダービー、秋のグリーンチャンネルカップも12着に終わる。その後去勢された。

### 4歳（2023年）
年明け初戦の2月4日アルデバランステークスは16着としんがり負けを喫する。この後障害に転向し、転向初戦の4月30日新潟・障害未勝利は2着に入った。7月9日福島・障害未勝利と8月27日新潟・障害未勝利では共に1番人気に推されるも3着であった。秋に入り、9月30日中山・障害未勝利は8着、12月17日中山・障害未勝利は4着に終わる。

### 5歳（2024年）
3月3日の小倉・障害未勝利戦で入障後6戦目で初勝利を挙げたが、4月6日の福島・障害オープン戦4着を最後に、6月12日付でJRAの競走馬登録を抹消された。引退後は千葉県千葉市のちばシティ乗馬クラブで乗馬として供用される。

## 競走成績
以下の内容は、netkeiba.comの情報に基づく。
| 競走日     | 競馬場 | 競走名              | 格     | 距離（馬場）  | 頭 数 | 枠 番 | 馬 番 | オッズ （人気） | 着順 | タイム （上り3F） | 着差 | 騎手        | 斤量 [kg] | 1着馬（2着馬）       | 馬体重 [kg] |
| ---------- | ------ | ------------------- | ------ | ------------- | ----- | ----- | ----- | --------------- | ---- | ----------------- | ---- | ----------- | --------- | -------------------- | ----------- |
| 2021.09.12 | 中京   | 2歳新馬             |        | ダ1800m（良） | 11    | 5     | 5     | 002.50（1人）   | 01着 | R1:52.9（38.0）   | -0.1 | 0C.ルメール | 54        | （ヘラルドバローズ） | 484         |
| 0000.11.03 | 門別   | JBC2歳優駿          | JpnIII | ダ1800m（重） | 14    | 2     | 2     | 005.50（3人）   | 01着 | R1:53.0（38.4）   | -0.3 | 0三浦皇成   | 55        | （ナッジ）           | 492         |
| 0000.12.15 | 川崎   | 全日本2歳優駿       | JpnI   | ダ1600m（稍） | 14    | 6     | 9     | 004.90（2人）   | 09着 | R1:42.3（39.0）   | -3.1 | 0三浦皇成   | 55        | ドライスタウト       | 497         |
| 2022.05.04 | 園田   | 兵庫CS              | JpnII  | ダ1870m（良） | 12    | 7     | 10    | 029.80（5人）   | 12着 | R2:07.3（43.2）   | -5.9 | 0三浦皇成   | 56        | ブリッツファング     | 504         |
| 0000.07.13 | 大井   | ジャパンDダービー   | JpnI   | ダ2000m（不） | 14    | 6     | 9     | 040.70（8人）   | 12着 | R2:09.8（41.5）   | -5.2 | 0三浦皇成   | 56        | ノットゥルノ         | 506         |
| 0000.10.10 | 東京   | グリーンチャンネルC | L      | ダ1600m（重） | 16    | 3     | 5     | 152.8（16人）   | 12着 | R1:35.3（35.3）   | -1.8 | 0津村明秀   | 54        | デシエルト           | 502         |
| 2023.02.04 | 中京   | アルデバランS       | OP     | ダ1900m（良） | 16    | 4     | 8     | 143.7（14人）   | 16着 | R2:02.3（39.6）   | -2.6 | 0荻野極     | 56        | メイショウフンジン   | 506         |
| 0000.04.30 | 新潟   | 障害4歳上未勝利     |        | 障2890m（重） | 9     | 7     | 7     | 009.70（5人）   | 02着 | R3:14.5（13.5）   | -0.3 | 0伴啓太     | 59        | カサデガ             | 510         |
| 0000.07.09 | 福島   | 障害3歳上未勝利     |        | 障2750m（良） | 11    | 7     | 9     | 001.60（1人）   | 03着 | R3:01.7（13.2）   | -1.2 | 0伴啓太     | 60        | ザレストノーウェア   | 504         |
| 0000.08.27 | 新潟   | 障害3歳上未勝利     |        | 障2850m（良） | 14    | 8     | 13    | 002.50（1人）   | 03着 | R3:09.6（13.3）   | -1.1 | 0伴啓太     | 60        | アドマイヤアルバ     | 498         |
| 0000.09.30 | 中山   | 障害3歳上未勝利     |        | 障2880m（良） | 14    | 6     | 10    | 003.80（2人）   | 08着 | R3:17.1（13.7）   | -4.4 | 0水沼元輝   | 57        | ブリヨンカズマ       | 506         |
| 0000.12.17 | 中山   | 障害3歳上未勝利     |        | 障2880m（良） | 13    | 6     | 9     | 009.60（4人）   | 04着 | R3:17.7（13.7）   | -5.2 | 0蓑島靖典   | 60        | エンデュミオン       | 506         |
| 2024.03.03 | 小倉   | 障害4歳上未勝利     |        | 障2860m（稍） | 12    | 3     | 3     | 0013.60（5人）  | 01着 | R3:11.2（13.4）   | -0.6 | 0伴啓太     | 60        | （ヴァレッタカズマ） | 506         |
| 0000.04.06 | 福島   | 障害4歳上OP         |        | 障2750m（良） | 14    | 3     | 4     | 013.80（7人）   | 04着 | R2:57.9（12.9）   | -0.7 | 0伴啓太     | 60        | ヴェイルネビュラ     | 498         |

1. ↑  障害戦は平均1F

## 血統表
| アイスジャイアントの血統         | アイスジャイアントの血統                              | アイスジャイアントの血統              | （血統表の出典）                      | （血統表の出典）  |
| 父系                             | ミスタープロスペクター系                              | ミスタープロスペクター系              | ミスタープロスペクター系              | [ § 2 ]           |
| 父 *ダンカーク Dunkirk 2006 芦毛 | 父の父Unbridled's Song 1993 芦毛                      | Unbridled                             | Fappiano                              | Fappiano          |
| 父 *ダンカーク Dunkirk 2006 芦毛 | 父の父Unbridled's Song 1993 芦毛                      | Unbridled                             | Gana Facil                            |                   |
| 父 *ダンカーク Dunkirk 2006 芦毛 | 父の父Unbridled's Song 1993 芦毛                      | Trolley Song                          | Caro                                  | Caro              |
| 父 *ダンカーク Dunkirk 2006 芦毛 | 父の父Unbridled's Song 1993 芦毛                      | Trolley Song                          | Lucky Spell                           |                   |
| 父 *ダンカーク Dunkirk 2006 芦毛 | 父の母Secret Status 1997 栗毛                         | A.P. Indy                             | Seattle Slew                          | Seattle Slew      |
| 父 *ダンカーク Dunkirk 2006 芦毛 | 父の母Secret Status 1997 栗毛                         | A.P. Indy                             | Weekend Surprise                      |                   |
| 父 *ダンカーク Dunkirk 2006 芦毛 | 父の母Secret Status 1997 栗毛                         | Private Status                        | Alydar                                | Alydar            |
| 父 *ダンカーク Dunkirk 2006 芦毛 | 父の母Secret Status 1997 栗毛                         | Private Status                        | Miss Eva                              |                   |
| 母 アイスドール 2003 栗毛        | 母の父*キャプテンスティーヴ Captain Steve 1997 栃栗毛 | Fly So Free                           | Time for a Change                     | Time for a Change |
| 母 アイスドール 2003 栗毛        | 母の父*キャプテンスティーヴ Captain Steve 1997 栃栗毛 | Fly So Free                           | Free to Fly                           |                   |
| 母 アイスドール 2003 栗毛        | 母の父*キャプテンスティーヴ Captain Steve 1997 栃栗毛 | Sparkling Delite                      | Vice Regent                           | Vice Regent       |
| 母 アイスドール 2003 栗毛        | 母の父*キャプテンスティーヴ Captain Steve 1997 栃栗毛 | Sparkling Delite                      | Sparkling Topaz                       |                   |
| 母 アイスドール 2003 栗毛        | 母の母ビスクドール 1998 栗毛                          | *サンデーサイレンス                   | Halo                                  | Halo              |
| 母 アイスドール 2003 栗毛        | 母の母ビスクドール 1998 栗毛                          | *サンデーサイレンス                   | Wishing Well                          |                   |
| 母 アイスドール 2003 栗毛        | 母の母ビスクドール 1998 栗毛                          | *フェアリードール                     | Nureyev                               | Nureyev           |
| 母 アイスドール 2003 栗毛        | 母の母ビスクドール 1998 栗毛                          | *フェアリードール                     | Dream Deal                            |                   |
| 母系(F-No.)                      | (FN:9-f)                                              | (FN:9-f)                              | (FN:9-f)                              | [ § 3 ]           |
| 5代内の近親交配                  | Northern Dancer 5 ･ 5（母内） = 6.25%                 | Northern Dancer 5 ･ 5（母内） = 6.25% | Northern Dancer 5 ･ 5（母内） = 6.25% | [ § 4 ]           |
| 出典                             | 1. 2. 3. 4.                                           | 1. 2. 3. 4.                           | 1. 2. 3. 4.                           | 1. 2. 3. 4.       |